# Serviès
Serviès är en kommun i departementet Tarn i regionen Occitanien i södra Frankrike. Kommunen ligger i kantonen Vielmur-sur-Agout som tillhör arrondissementet Castres. År 2022 hade Serviès 591 invånare.

## Befolkningsutveckling
Antalet invånare i kommunen Serviès
| Referens: INSEE |